# Amata dapontes
Amata dapontes là một loài bướm đêm thuộc phân họ Arctiinae, họ Erebidae.